# Robert Barone
Robert Barone, geboren als Louis Robert Barone op 3 mei 1918 in Constantine en overleden op 21 novembre 2014 in Caluire-et-Cuire, is universitair hoofddocent veterinaire anatomie.

## Biografie
Barone gaf les aan de Nationale Veterinaire School van Lyon.
Hij publiceerde de l'Anatomie comparée des mammifères domestiques in 7 delen. Deze boeken gelden als naslagwerken voor anatomie in de Franstalige diergeneeskunde.
Zijn boeken kenmerken zich door duidelijke en nauwkeurige beschrijvingen, ondersteund door een rijke illustratie van talrijke lijntekeningen, vaak door Barone zelf gemaakt. Daarnaast maakte hij gebruik van driedimensionale reconstructies door middel van opeenvolgende opnamen met de scanning elektronenmicroscoop en fluorescentie-angiografie.

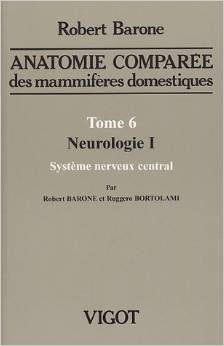
Anatomie comparée des mammifères domestiques, tome 6 : Neurologie 1

De delen van "Anatomie comparée des mammifères domestiques" werden bekroond door de Académie de Médecine (Prix Reynal, 1969), de Académie des Sciences (Prix Cuvier, 1970) en de Académie Vétérinaire de France (medaille van het vijftigjarig bestaan, 1978).
Hij ontving diverse onderscheidingen, waaronder het Legioen van Eer.
Afkomstig uit de scoutsbeweging en een gerenommeerd speleoloog, kreeg hij de Orde van Verdienste voor de Landbouw voor het leiden van een groep speleologen die twee personen redden die dagenlang gevangen zaten in een ondergrondse ruimte.
Tijdens de Tweede Wereldoorlog richtte hij het noodhulpcentrum van het Franse Rode Kruis op in Vaise, een wijk in Lyon. Hij maakte de Veterinaire School van Lyon tot een verzamelplaats voor reddingswerkers die de gewonden en doden van de bombardementen ophaalden en terugbrachten naar het noodhulpcentrum.
Tijdens de Tweede Wereldoorlog organiseerde hij het hulpcentrum van het Franse Rode Kruis in Vaise, een wijk in Lyon, waarbij hij de École vétérinaire de Lyon gebruikte als verzamelplaats voor hulpverleners die gewonden en overledenen ophaalden na bombardementen. Als verzetsstrijder verspreidde hij clandestiene kranten in Lyon, verborg microfilms in zijn laboratorium en speelde informatie door voor het verzet. Zijn getuigenis is vastgelegd op video en beschikbaar in het Musée de l'Histoire de la Résistance et de la Déportation in Lyon, samen met enkele clandestiene kranten en sjablonen voor valse papieren, als bewijs van zijn activiteiten. Hij sprak hier nooit over tijdens zijn leven; het was zijn achternicht die hem aanspoorde zijn verhaal vast te leggen en na zijn overlijden deze materialen aan het museum schonk.
In 1978 werd hij benoemd tot emeritus lid van de Académie vétérinaire de France.